# Seatoller
Koordinaten: 54° 31′ N, 3° 10′ W

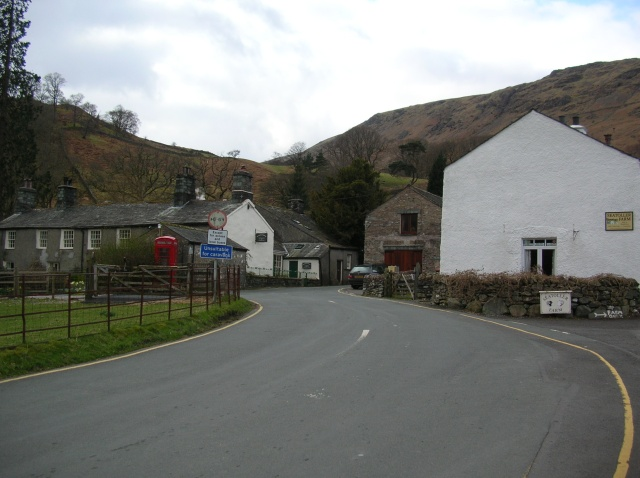
Seatoller

Seatoller ist ein Weiler im Tal und der civil parish Borrowdale im Lake District, Cumbria, England. Die Siedlung liegt am Beginn des östlichen Anstiegs des Honister Pass und etwa 11 km südlich von Keswick.